# Thomas O. Paine
Thomas Otten Paine (Berkeley 9 de novembre de 1921 – Los Angeles 4 de maig de 1992), va ser un científic estatunidenc i defensor de l'exploració espacial, va ser el tercer Administrador de la NASA, càrrec que ostentà entre el 21 de març de 1969 i el 15 de setembre de 1970.
Durant la seva administració a la NASA, es van enlairar les primeres set missions tripulades Apollo, inclòs el primer allunatge tripulat de l'Apollo 11. Paine també va estar profundament implicat en la preparació de plans per a l'era post-Apollo a la NASA.